# (21804) Вацлавнойман
(21804) Вацлавнойман (лат. Vaclavneumann) — небольшой астероид внешней части главного пояса, который был открыт 4 октября 1999 года чешским астрономом Ленкой Котковой в обсерватории Ондржеёв и назван в честь другого чешского астронома Вацлава Ноймана.

Орбита астероида Вацлавнойман и его положение в Солнечной системе